# PunaMusta Media
PunaMusta Media Oyj (jusqu'en 2019 Pohjois-Karjalan Kirjapaino Oyj) est un groupe de médias finlandais dont le siège est à Joensuu en Finlande.
PunaMusta Media est cotée à la bourse d'Helsinki en Finlande. 

## Présentation
En mars 2019, la société Pohjois-Karjalan Kirjapaino annonce qu'elle s'appellera désormais PunaMusta Media.
La filiale Sanomalehti Karjalainen Oy de PunaMusta Media édite le journal Karjalainen.
Les journaux locaux sont publiés par les filiales Keski-Karjalan Kustannus Oy, Lieksan Lehti Oy, Pogostan Sanomat Oy, Ylä-Karjala Oy, Pohjois-Karjalan Paikallislehdet Oy, et Karelia Viestintä Oy. 
Ces filiales publient: Karelian Heili à Joensuu, Lieksan Lehti Oy à Lieksa, Outokummun Seutu à Outokumpu, Parikkalan-Rautjärvi Sanomat à Parikkala et Rautjärvi, Pielisjokiseutu, Pogostan Sanomat et Ylä-Karjala.
La filiale Pohjois-Karjalan Ilmoitusvalmistus Oy, qui produit des publicités pour les magazines du Groupe PunaMusta Media.